# Raffaele Franco
Raffaele Franco (Cervignano del Friuli, 16 gennaio 1914 – 7 settembre 1990) è stato un politico italiano.

## Biografia
Operaio con la licenza elementare, politicamente aderisce al Partito Comunista Italiano fin dalla giovane età. 
Nel 1958 viene eletto alla Camera dei deputati con il PCI per la III legislatura, confermando poi il seggio - nella Circoscrizione Udine-Belluno-Gorizia-Pordenone - anche alle elezioni politiche del 1963. Conclude la propria esperienza parlamentare nel 1968. 
Muore all'età di 76 anni, nel settembre 1990.